# アブドゥッラフマーン・アッカド
アブドゥッラフマーン・アッカド （アラビア語: عبدالرحمن عقاد、Abdulrahman Akkad、1998年5月17日- ）は、シリア・アレッポ出身のゲイのブロガー、人権擁護者。現在はドイツ・ベルリン在住。

## 略歴

### 誕生から少年期まで
1998年にシリア北部のアレッポ市でユダヤ系の出自を持つイスラム教徒の両親のもとに生まれた。家族は1492年にカスティーリャ王国から追放されたユダヤ人であるセファルディムの子孫であるが、後にシリアに移ってイスラム教に改宗している。彼には4人の兄弟姉妹がいる。
シリア内戦の激化に伴い、一家は2013年7月にシリアを離れることを余儀なくされた。中学校は卒業したものの、2013年にシリアを去った後は進学することができなかった。

### トルコでの生活
アッカド一家は2013年7月にトルコに入国し、イスタンブールで暮らし始めた。アッカドはコールセンターで通訳として働き、トルコ語を流暢に話すようになった。
トルコに住んでいる際、自身がゲイであると感じるようになった。自己嫌悪に陥り、何度も自殺を図ったが、心理カウンセラーからカウンセリングを受け、自分を受け入れることができた。イスタンブールのスイス領事館から人道的ビザを取得しようとしたが拒否されたため、トルコに残ることを決めた。
アッカドは家族に自分の性的指向を話した。アッカド本人は自分のことを受け入れてくれると考えていたが、家族は病気で治療が必要だと非難し、病院に連れて行かれた。そこでは肛門の検査をされ、セクハラを受け、テストステロンを処方された。テストステロンを何度か服用したが、うつ病と緊張を引き起こしたため、それ以上の服用をやめた。兄からは殴られ、2ヶ月間日光が当たらない部屋に閉じ込められ、兄や姉の夫、いとこからも虐待や脅迫を受けた。その後、自分はもうゲイではないと家族に説明し、パスポートと200ドルを持って家を出て友人の家に逃げ込んだ。

### 亡命
アッカドの友人は、同性愛がイスラム教で禁じられており、家族や政府も味方にならないトルコの状況は彼にとって危険であり、ヨーロッパに逃れるべきだと提案した。2015年11月末、アッカドは友人からの旅費の負担を受けてギリシャへ海路で不法に渡航した。その後マケドニア、セルビア、クロアチア、スロベニア、オーストリアを経て、2015年12月5日にドイツに到着し、自身の性的指向に基づく亡命を申請した。しかし、当時未成年だったために手続きが遅れ、2016年になってからようやく亡命を許可された。

### カミングアウト
アッカドがカミングアウトをする前の2017年、彼は家族からの圧力を受けて女性と婚約することに同意した。彼の母親は、彼が結婚すれば性的指向が変わるだろうと言った。結婚式はイスタンブールで行われる予定であった。アッカドは結婚式をキャンセルして延期しようとしたが、失敗した。
2017年7月24日、アッカドは意を決して、Facebookのライブ動画でカミングアウトを行った。これは、シリア人のゲイの男性が実名と顔を出して自分の性的指向を公に表現した初めての出来事であった。動画は家族だけに向けたものであったが、インターネット上で拡散され、1週間以内に数十万回閲覧された 。彼はドイツのアラブ人やイスラム教徒から非難・侮辱・脅迫を受けた。
2020年7月24日、自分と両親が共に写った写真を投稿し、家族が自分の性的指向を受け入れて無条件に愛していることを公式に発表し、習慣、伝統、社会に対する勝利を宣言した    。この写真もまた、アラブ圏の家族が同性愛者の息子の性的指向を受け入れていることを公に示した初めてのものであると考えられている     。

アッカドと彼の両親（2020年）

### ドイツでの活動
経験と政治的意見について、主にドイツとアラビアのメディアからインタビューを受けている。ドイツの新聞のビルトから中東におけるLGBTの権利の状況について最初にインタビューを受けた際には、ドイツで非難・侮辱・脅迫を受けたため、ドイツに留まりたくないと語った。
2020年のゲイ・プライドでは、ドイツのモスクの前でレインボーフラッグをかぶった動画を投稿した。これは、同性愛は違法であり死刑に処せられるイスラム世界の同性愛者との連帯を示している。
MENA地域出身で公に活動を行っている数少ない同性愛者の活動家である。ドイツのメディアは、アッカドをアラブ世界で「憎まれた人物」と表現した。

## 思想
自身を世俗主義であると認識しており、政教分離の原則を支持している。無神論者難民救済組織の元メンバーとして、無神論者やLGBTの中東難民を支援した。
アッカドのInstagramアカウントが、彼がゲイであり脅威にさらされていることを理由に停止された後、ドイツの哲学者のデビッド・バーガーは、2020年のドイツ連邦議会でこれに関して言及した 。
アッカドと彼の家族はまた、シリアのアサド政権に強く反対している。特に、2012年に彼の義理の妹が政府軍の狙撃兵に撃たれて殺された後、彼の兄弟は軍を非難したため、政権側から厳しい圧力をかけられ、家族全員が国外に逃げることを余儀なくされた。

## 私生活
トルコ人の男性ビジネスマンと交際していた。

## 反応
アラブ世界では、検閲、ヘイトスピーチ、政府主導の迫害などを通じて、LGBTコミュニティに対する抑圧と差別歴史が長く続いている。アッカドのエピソードに対しては支持的な反応もあったが、ほとんどがメディアの報道や世論を通じた同性愛嫌悪の反応であった。アッカドはカミングアウト後、殺害予告を受け始めた。